# バブル・ボーイ
『バブル・ボーイ』（Bubble Boy）は、2001年のアメリカ映画。

## ストーリー
ジミーは生まれつき免疫系の障害を抱え、無菌環境の中でしか生きることができず、両親は家の中に大きな無菌室（バブル・ルーム）を作り、ジミーを育ててきた。ある日、隣の家にクロエという少女が引っ越してくる。ジミーはクロエに一目惚れし、クロエもジミーに好意を寄せる。しかし、バブル・ルームという環境が壁となり、クロエはマークという男と結婚を決意してしまう・・・

## キャスト
| 役名                     | 俳優                     | VHS版吹替  |
| ------------------------ | ------------------------ | ---------- |
| ジミー・リヴィングストン | ジェイク・ジレンホール   | 関智一     |
| クロエ                   | マーリー・シェルトン     | 石塚理恵   |
| ジミーの母               | スージー・カーツ         | 一城みゆ希 |
| ジミーの父               | ジョン・キャロル・リンチ | 宗矢樹頼   |
| スリム                   | ダニー・トレホ           | 廣田行生   |
| Dr.フリーク              | ヴァーン・トロイヤー     | 中尾隆聖   |
| マーク                   | デイヴ・シェリダン       |            |
| プッシュポップ           | ブライアン・ジョージ     | 斎藤志郎   |
| パッピー／ピッピー       | パトリック・クランショウ | 辻村真人   |
| サスカッチ               | マシュー・マッグローリー |            |
| チキンマン               | スティーヴン・スピネラ   |            |
| リサ                     | エヴァー・キャラダイン   |            |